# ويليس بيتس
ويليس بيتس (بالإنجليزية: Willis Bates)‏ هو مدرب كرة سلة أمريكي، ولد في 26 يناير 1880 في أوهايو في الولايات المتحدة، وتوفي في 13 مايو 1939.

## وصلات خارجية
- ويليس بيتس على موقع كلية كرة السلة في سبورتس رفرنس.كوم (الإنجليزية)